# Lautarita
La lautarita és un mineral de la classe dels òxids. Rep el seu nom del lloc on va ser descoberta: l'oficina Lautaro (Província d'Antofagasta, Xile); Lautaro és també el nom del líder maputxe que va resistir la conquesta espanyola de Xile.

## Característiques
La lautarita és químicament iodat de calci amb fórmula química Ca(IO₃)₂. Els cristalls són petits, en forma de prismes curts, allargats i estriats al llarg de [001], mostrant {110}, {120}, {010}, {001} i també apareixen en forma d'agregats radials. Cristal·litza en el sistema monoclínic. La seva duresa a l'escala de Mohs és de 3,5 a 4.
Segons la classificació de Nickel-Strunz, la lautarita pertany a «04.KA: Iodats sense anions addicionals, sense H₂O", sent l'únic mineral pertanyent a aquest subgrup.

## Formació i jaciments
La lautarita apareix recobrint fractures o incrustada en el guix en dipòsits de nitrats. Se n'han trobat exemplar a les mines Yumbes i a Pampa del Pique III, a la Regió d'Antofagasta (Xile). Ha estat trobada en associació amb altres minerals com: guix, brüggenita, dietzeïta, nitratina, anhidrita, hidroboracita i halita.